# Sulussugutaasaa

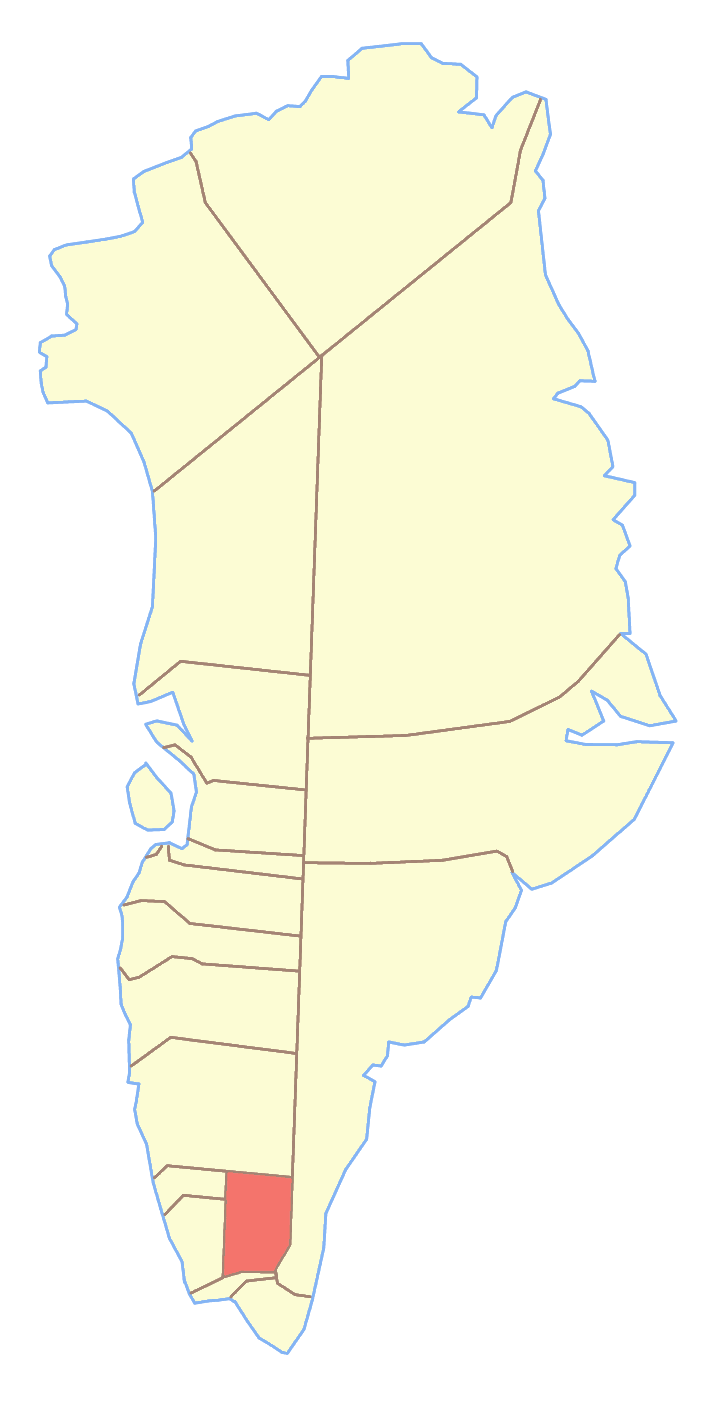
Ex comune di Narsaq, dove si trovava il Sulussugutaasaa

Il Sulussugutaasaa è una montagna della Groenlandia di 1660 m. Si trova a 60°59'N 45°12'O; appartiene al comune di Kujalleq.